# Šarūnas Nakas
Šarūnas Nakas (n. 2 august 1962, Kaunas, RSS Lituaniană, URSS) este compozitor, eseist, curator, producător de film și prezentator de programe radio lituanian. 

## Biografie
Student al lui Julius Juzeliūnas la Academia Lituaniană de Muzică și Teatru, a absolvit în 1986, înainte de a merge în Polonia pentru studii suplimentare între 1988 și 1991; a lucrat de asemenea la IRCAM (Institut de Recherche et Coordination Acoustique/Musique) din Paris (1998). Între timp, a urmat cursurile cu Witold Lutoslawski, Louis Andriessen și Gérard Grisey . 
În 1982, Nakas a fondat Ansamblul de muzică nouă din Vilnius, cu care a fost în turneu în 15 țări europene și Canada timp de optsprezece ani consecutivi. Nakas a fost, de asemenea, director artistic al festivalului de muzică contemporană Gaida (1996) și al festivalului Musica Ficta (1997), ambele la Vilnius. În 2001 a scris un manual de muzică contemporană, primul de acest fel din Lituania. Între anii 2000 și 2007 a fost redactor muzical al revistei lunare culturale Kultūros barai din Vilnius. Din 2002 a găzduit programe despre muzica contemporană la postul public de radio lituanian. Din 2011, a moderat revista online pentru muzică contemporană modus-radio.com Arhivat în 17 mai 2019, la Wayback Machine. . 
Din 2005, a lucrat la instalații video multi-canale, folosind muzica proprie drept coloană sonoră. În 2012, Nakas a fondat Cvintetul Multimedia al lui Šarūnas Nakas. 
A fost co-curator al expoziției internaționale de artă "Dialogues of Color and Sound" - Lucrări realizate de MK Čiurlionis și contemporanii săi la Vilnius (2009). 
Nakas a fost distins cu Premiul Lituanian de Artă și Cultură în 2007 și a primit numeroase premii pentru activitatea sa. 

## Compoziții (selecție)
- Merz-machine pentru orchestră virtuală (1985) sau șase piane (1997)
- Vox-machine pentru cor virtual (1985)
- Riccardar pentru șapte instrumente de amplificare a acusticii (1985)
- Motet pentru cinci voci (1985)
- Arcanum pentru violă și orgă (1987)
- Sarmatia pentru orgă (1990)
- And this Tranquillity pentru voce, violonist cântăreț, trombonist cântăreț și pianist cântăreț (1991)
- Fluctus semigallorum pentru actriță, soprană, bass, violă și trombon (1991)
- Cenotaph pentru ansamblul de cameră (1995)
- Crypt pentru percuție și dublu-bas (1996)
- Chronon pentru clarinet, trompetă, pian, percuție, violoncel și dublu-bas (1997)
- Ziqquratu pentru flaut, clarinet, pian, percuție, vioară și violoncel (1998)
- Vilne pentru tenor, patru coarne, două piane și percuție (1998)
- Ziqquratu-2 pentru percuție, ansamblu cameră și electronică (1999)
- Fight and Escape pentru ansamblu (1999)
- Aporia pentru trei grupuri de camere (2001)
- The Cup of Grail pentru clarinet și două percuții (2001)
- Drang nach Westen. A New Sermon to the Barbarianspentru ansamblul mare (2003)
- Eyes Dazzled by the North pentru ansamblul de cameră (2004)
- Nude pentru orchestra mare (2004)
- Crown pentru wind orchestra  (2005)
- Dreamlike Venice, a Flammable Hurricane of Love pentru vioară, soprană, bariton, doi actori și o orchestră de cameră (2006)
- Reliquary pentru voce, țiteră electrică și oboi (2008)
- Icon of Fire pentru ansamblul de cameră sau pian solo (2008)
- Resistance pentru o orchestră mare (2009)
- Kitman pentru pian (2012)
- Tuba mirum pentru tuba și 10 instrumente de suflat din alamă (2012)
- Machine désirante pentru violoncel si 17 instrumente cu coarde (2015)
- Target pentru șapte violoncele (2017)
- Imn pentru pian, clavecin și orgă (2017)
- Merz-Machine-Postlude pentru orice număr de claviature (2017)
- A Woman Under the Influence pentru un set de kanklės si instrumente de suflat din lemn (2017)

## Înregistrări
- Nude  (2007) muzică de cameră și orchestră (CD)
- Eyes Dazzled by the North  (2012) muzică de cameră (CD)
- Ziqquratu  (2012) muzică electronică (CD) și lucrări multimedia (DVD)
- At Heaven's Door  (2016) muzică de cameră și concert muzical
- Cipher (2017) muzică de cameră și electroacustică (CD)